# Daihatsu Compagno
La Daihatsu Compagno è una piccola berlina prodotta dalla casa automobilistica giapponese Daihatsu dal 1963 al 1970.

## Descrizione
La Compagno fu progettata per essere declinata in diverse carrozzerie e fu introdotta prima dell'acquisizione della Daihatsu da parte della Toyota nel 1967. La Compagno era disponibile come berlina a due porte, berlina quattro porte, pick up, furgone e cabriolet. Il primo prototipo Compagno venne presentato al Tokyo Motor Show nel 1961. Meccanicamente la vettura seguiva un classico schema per l'epoca con motore anteriore e trazione posteriore; i propulsori erano due quattro cilindri da 797 e 958 cm³, abbinati a una trasmissione manuale a 4 velocità o automatica a 2 velocità.

## DN Compagno Concept
Al Tokyo Motor Show 2017 è stata presentata la DN Compagno, un concept car ispirato all'originale Compagno.